# Fernando Pais de Figueiredo
Fernando Pais de Figueiredo, igualmente conhecido como Cónego Pais de Figueiredo (Orgens, Viseu, 2 de Maio de 1882 - Lisboa, 4 de Dezembro de 1947), foi um sacerdote e jornalista português.

## Biografia
Nasceu em 2 de Maio de 1882, na localidade de Orgens, no concelho de Viseu, filho de José Pais de Lemos e Maria Cândida dos Prazeres. Frequentou o Seminário de Viseu, onde tirou o curso de teologia.
Entre 1904 e 1907 foi secretário do arcebispo-bispo da Guarda. Foi por duas vezes recebido em audiência pelo papa Pio XI em 1923, recebendo então o título de monsenhor. Presidiu ao Centro Católico da Guarda. Aquando do seu falecimento, era cónego na Sé Catedral da Guarda. Exerceu igualmente como notário apostólico.
Destacou-se principalmente como jornalista católico, tendo sido administrador do jornal Portugal entre 1909 e 1919. Fundou e foi director da empresa União Gráfica, proprietária do jornal Novidades, tendo administrado aquele periódico até ao seu falecimento, sendo substituído neste posto pelo monsenhor Avelino Gonçalves. Fundou igualmente a Casa Véritas, na Guarda, e o jornal A Guarda, em 1904. Aquando do seu falecimento, era presidente da assembleia geral do Grémio Nacional de Imprensa Diária. Também trabalhou como funcionário do Ministério das Obras Públicas, e foi procurador à Câmara Corporativa.
Faleceu na manhã do dia 4 de Dezembro de 1947, devido a um edema pulmonar, na sua residência na Rua Tomás Ribeiro, em Lisboa.
Foi condecorado com o grau de oficial da Ordem da Coroa da Bélgica.